# Avstrijci
Avstrijci so prebivalci Avstrije, nekaj malega jih živi v Italiji in tudi v Sloveniji. Večinoma govorijo nemško, zato so del širšega nemško govorečega prostora in prihaja do nejasnosti med njihovo nacionalno-državno pripadnostjo ter etnično-jezikovno (npr. Južni Tirolci v Italiji ter pripadniki narodnih manjšin, npr. Slovencev v Avstriji). Skupno jih je nekaj čez kot 8,5 milijona, od tega jih 7,5 milijona živi v Avstriji.